# Маслов, Борис Степанович
 Борис Степанович Маслов (19 марта 1929 года, Еднево, Волоколамский район Московская область, СССР — 3 августа 2015 года) — советский и российский учёный в области сельскохозяйственной мелиорации, академик ВАСХНИЛ (1991), академик РАН (2013).

## Биография
Родился в деревне Еднево, Волоколамского района Московской области. Учился в сельской школе и с раннего детства работал в колхозе.
В ноябре 1943 года его семья была сослана в Сибирь за необоснованно репрессированного и расстрелянного отца.
В 1954 году окончил с отличием Московский институт инженеров водного хозяйства (МИИВХ), стал инженером-гидротехником.
Последовала деятельность в области знаний, связанной с мелиорацией в различных научных учреждениях и институтах: младший научный сотрудник Мещерской зональной опытно-мелиоративной станции (1954—1960); старший преподаватель Рязанского СХИ (1956—1959).
Младший и старший научный сотрудник (1961—1963), заведующий отделом осушения и заместитель директора по научной работе (1968—1975), директор (1985—1988) ВНИИ гидротехники и мелиорации, старший научный сотрудник ВНИИ гидрологии и инженерной геологии (1963—1967).
Доцент кафедры сельскохозяйственной мелиорации Московского гидромелиоративного института (1967—1968).
Начальник Главного управления науки Министерства мелиорации и водного хозяйства СССР (1975—1985).
Заместитель генерального директора Отраслевого научного комплекса по гидротехнике и мелиорации ВАСХНИЛ (1988—1991), академик-секретарь Отделения гидротехники и мелиорации ВАСХНИЛ (1991—1992), заместитель академика-секретаря Отделения мелиорации и водного хозяйства РАСХН (1992—1996), заведующий Отделом мелиорации и водного хозяйства РАСХН (1996—1999).
С 2002 г. — главный специалист ФГУП «Госэкомелиовод».

## Научная и общественная деятельность[1]
Основные труды касаются изучения природы переувлажненных земель и изменения их параметров после осушения и освоения, решения экологических проблем мелиорации, разработки и совершенствования конструкций дренажа и осушительно-увлажнительных систем.
Создал научную школу «Водный режим и экология мелиорируемых земель».
Автор многих крупных монографий, справочников, учебников, а также нормативно-методических документов, широко используемых в гидротехнике и мелиорации.
Написано и издано более 50 книг и брошюр. Общее же число публикаций в разных источниках превысило 1250.
Его авторству принадлежат труды: «История мелиорации в России» и «Мелиоративная энциклопедия».
В течение более сорока лет он сотрудничал с журналом «Мелиорация и водное хозяйство». Им опубликовано в журнале более 110 статей. Выполняя обязанности члена редколлегии, он неоднократно выступал инициатором и организатором издания специальных номеров.
Главный редактор ЦБНТИ Минводхоза СССР, заместитель председателя ЦП НТО сельского хозяйства, руководитель совета в обществе «Знание», членом ЦП общества РУСО (Российские ученые социалистической ориентации) и др. Активно участвовал в международных съездах, конференциях, симпозиумах.

## Награды и звания
- Орден Трудового Красного Знамени
- Медаль «За доблестный труд в Великой Отечественной войне 1941—1945 гг.»
- Заслуженный деятель науки и техники РФ
- Медали ВДНХ СССР и ВВЦ
- Почетные знаки общества «Знание»
- Ветеран труда
- Отличник Минводхоза СССР
- Лауреат премии Совета Министров СССР
- Золотая медаль имени А. Н. Костякова
- Ветеран Водного хозяйства (Минприроды РФ)

## Деятельность в последние годы[1]
Автобиография: «На стыке эпох» (2009 г.) и «От Года Великого Перелома» (кн. I — «Молодость», 2010 г., кн. II — «Зрелость» и кн. III — «На склоне лет», 2011 г.).
Также опубликованы книги и по специальности: «Гидрология торфяных болот» (2009 г.), «Болото и пиар природных стихий» (соавтор П. И. Пыленок, 2011 г.), «Мировой опыт пока ничему не учит» (соавторы М. Я. Лемешев и А. А. Максимов, 2011 г.), «Загадочный мир болот» (соавтор Л. И. Инишева, 2013 г.).
К юбилею журнала «Мелиорация и водное хозяйство» подготовил шесть статей (2009—2010 гг.) по освещению на его страницах научно-технических достижений в области мелиорации за 60 лет под общим названием «Вместе с наукой и практикой». Ряд острых публицистических статей были напечатаны в разных газетах; их содержание раскрывают заголовки: «Беды русского чернозема» (2009 г.); «Антимелиорация — нравственная болезнь» (2010 г.); «Не надо топить болота. Окультуривать торфяники, а не затоплять» (2010 г.), «Страсти по воде» (2010 г.), «О водной стратегии и стратегах» (2011 г.), «Россия и водный голод» (2012 г.), «Переполох. Лжеученые и как от них очистить науку» (2013 г.) и др.